# Parlement de Géorgie
XIe législature
Bâtiment du Parlement géorgien
Le Parlement de Géorgie (en géorgien : საქართველოს პარლამენტი romanisé : Sakartvelos P'arlament'i) est l'organe législatif monocaméral de Géorgie. Il est composé de 150 membres élus pour quatre ans au suffrage universel selon un scrutin proportionnel plurinominal, avec listes fermées et un seuil électoral de 5 %.
La Constitution de la Géorgie donne au Parlement le pouvoir législatif central qui est limité par les Parlements des républiques autonomes d'Adjarie et d'Abkhazie.

## Histoire

### XIIesiècle
Peu avant la Magna Carta du Royaume-Uni, l'idée d'un pouvoir royal limité et la création d'un gouvernement de type parlementaire apparaît parmi les aristocrates et les citoyens du royaume de Géorgie au XIIe siècle, sous le règne de Tamar, la première souveraine géorgienne. D'après la vision des opposants et de leur dirigeant Qoutlou Arslan (l'équivalent géorgien de Simon de Montfort), le premier parlement géorgien doit être formé de deux « chambres » : le Darbazi, une assemblée d'aristocrates et de citoyens influents qui se rencontreraient de temps en temps pour prendre des décisions sur les procès se produisant dans le pays, dont les exécutions auraient été attribuées au monarque, et le Karavi, un corps en session permanente entre les rencontres du Darbazi. La confrontation s'achève toutefois en une victoire royale et des partisans d'un pouvoir royal sans limite. Qoutlou Arslan est arrêté sur les ordres de la reine.

### Représentation aux Doumas russes (1906 - 1917)
En 1906, Nicolas II donne aux Géorgiens l'opportunité d'être représentés à la Douma impériale russe (la Géorgie  a été annexée par l'Empire russe en 1801). Parmi les députés géorgiens se trouvent 
- Ilia Tchavtchavadzé (fondateur du mouvement national géorgien),
- Iosif Baratachvili (en),
- Ivane Gomarteli (en),
- Nicolas Tcheidze (futur dirigeant de la faction sociale-démocrate à la Seconde Douma, président du Comité exécutif du Soviet de Petersbourg de février à octobre 1917 et président de l'Assemblée parlementaire de la République démocratique fédérative de Transcaucasie, dite Seïm transcaucasienne de février à mai 1918),
- Irakli Tsereteli (futur président du Soviet d'Irkoutsk en février 1917 et ministre de la Poste et ministre des Affaires intérieures au Gouvernement provisoire de Russie d'avril à octobre 1917),
- Evguéni Guéguétchkori (futur Haut-Commissaire à la Transcaucasie de novembre 1917 à février 1918 et président du Comité exécutif de la République démocratique fédérative de Transcaucasie de février à mars 1918)
- Akaki Tchenkéli (futur président du Comité exécutif de la République démocratique fédérative de Transcaucasie de mars à mai 1918),
- Isidore Ramichvili,
- Noé Jordania (futur président du Soviet de Tiflis et président des 2e et 3e gouvernements de la République démocratique de Géorgie de juillet 1918 à mars 1921).

### Représentation à l'Assemblée parlementaire transcaucasienne (1918)
De février à mai 1917, se constitue à Tbilissi une assemblée parlementaire transcaucasienne — dite Seïm transcaucasienne — à partir des députés élus sur les territoires arméniens, azerbaïdjanais et géorgiens en septembre 1917 pour siéger à Petrograd : Nicolas Tcheidze en est élu président ; Evguéni Guéguétchkori est élu président du Comité exécutif (gouvernement).

### Représentation à l'Assemblée parlementaire géorgienne (1918-1921)
À la suite de différents désaccords en Arméniens, Azéris et Géorgiens, le Conseil national géorgien (composé de représentants du Parti social-démocrate, du Parti social-fédéraliste et du Parti national-démocrate en particulier) proclame le 26 mai 1918 la restauration de l'indépendance du pays et désigne pour constituer la première assemblée parlementaire les députés siégeant à la Seïm transcaucasienne : Nicolas Tcheidze, dit Karlo Tchkheidzé, en est élu président.
Le 5 février 1919, les premières élections législatives sont organisées afin de former une Assemblée constituante, la présidence en revient une nouvelle fois à Nicolas Tchkheidzé. Une Constitution est élaborée, sur la base d'un régime parlementaire, sans présidence de la république, avec un gouvernement dont le mandat est limité à 2 ans et un chef de gouvernement pouvant se présenter pour deux mandats successifs.
Le 15 février 1921, l'entrée des armées de la Russie soviétique sur le territoire géorgien et la chute de Tbilissi contraignent l'Assemblée constituante géorgienne à se replier sur Batoumi : elle se renomme Parlement et vote le 17 mars 1921 une résolution donnant instruction au gouvernement Jordania de s'exiler pour mener la résistance contre l'occupant.

### Représentation à l'époque soviétique (1921-1990)
Sur le plan parlementaire, le système soviétique sera présent durant 69 années.Les premières élections pluripartites de l'Union des républiques socialistes soviétiques sont tenues en Géorgie le 28 octobre 1990 : le Soviet suprême de RSS de Géorgie ainsi élu proclame l'indépendance de la Géorgie et prend pour président Zviad Gamsakhourdia, indépendance et présidence confirmées par le vote national du 26 mai 1991, . 

### Représentation au Parlement géorgien (après 1991)
Les tensions entre le parti au pouvoir et son opposition s'intensifie progressivement, menant à un conflit armé en 1991-1992. Le président est alors obligé de quitter le pays et le Conseil suprême cesse de fonctionner, étant remplacé par un Conseil militaire.
En mars 1992, Edouard Chevardnadze (ministre des Affaires étrangères de l'ancienne Union soviétique) retourne en Géorgie pour assumer la présidence du Conseil d'État. Celui-ci restaure la Constitution de Géorgie de 1921 et dirige la transition politique. Le 11 octobre suivant, un nouveau parlement est élu dont Chevardnadze prend la tête. En août 1995, il adopte une nouvelle Constitution dotant la Géorgie d'un système semi-présidentiel avec un parlement monocaméral.

## Structure
Le Parlement géorgien est le corps représentatif suprême du pays qui affecte l'autorité législative, détermine les principales directions de la politique intérieure et étrangère du pays, contrôle les activités du gouvernement au sein de limites définies par la Constitution et exerce d'autres droits.
Le Parlement est dirigé par un président. Zourab Jvania occupa le poste de président de novembre 1995 jusqu'à sa rupture avec le président Edouard Chevardnadze est sa démission de la présidence le 1er novembre 2001. À la fermeture d'une rapide session, Nino Bourdjanadze est élue présidente du Parlement le 10 novembre 2001. Elle occupa la présidence jusqu'à la première session du Parlement suivant les élections législatives de 2008, auxquelles elle ne s'est pas représentée. Davit Bakradze, qui dirigeait la liste du Mouvement national - Démocrates lors des élections parlementaires, est élu président par le Parlement de 2008.

## Système électoral

### Avant 2024
Le Parlement est composé de 150 sièges pourvus tous les quatre ans selon un mode de scrutin parallèle.
Sont ainsi à pourvoir 73 sièges selon une version modifiée du scrutin uninominal majoritaire à deux tours dans autant de circonscriptions électorales. Les candidats arrivés en tête au premier tour sont élus s'ils obtiennent au moins 33 % des suffrages exprimés, et non la majorité absolue. À défaut, un second tour est organisé entre les deux candidats arrivés en tête, et celui recueillant le plus de voix est élu.
À ces sièges majoritaires se rajoutent 77 sièges pourvus au scrutin proportionnel plurinominal de listes fermées dans une unique circonscription nationale, avec un seuil électoral de 3 %. Ce dernier était avant 2020 de 5 %, mais est temporairement abaissé cette année là en raison de la mise en place de la nouvelle constitution.

### Réforme de 2017
À la suite de la révision de la Constitution de 2017, les élections législatives de 2020 sont les dernières à appliquer l'ancien système électoral. La nouvelle constitution géorgienne instaure un régime parlementaire qui doit à terme voir le président élu au scrutin indirect par un collège électoral composé des membres du parlement et de ceux des conseils régionaux et municipaux. Le parlement ainsi que le Premier ministre voient leurs pouvoirs élargis au détriment du président, qui devient un chef d'État honorifique. Le nombre de parlementaire est par ailleurs augmenté de 150 à 300, tous élus à la proportionnelle intégrale, avec un seuil électoral de 5 %. Le mandat de la présidente Salomé Zourabichvili, dernière à être élue au scrutin direct en novembre 2018, est exceptionnellement étendu jusqu'en 2024, son mandat et celui du parlement issu de ces élections devant être renouvelés cette année-là, le nouveau parlement procédant peu après son élection à celle du chef de l'État au sein du collège électoral.

## Passage d'un avant-projet de loi au Parlement
D'après la Constitution, le président de Géorgie, un comité parlementaire, une faction parlementaire, un membre du Parlement, les corps représentatifs suprêmes d'Abkhazie et d'Adjarie, ou au moins 30 000 électeurs ont le droit de présenter un avant-projet de loi.
Les comités parlementaires et le président sont les principaux initiateurs de propositions législatives en Géorgie. Un avant-projet de loi, préparé ou reçu via une initiative législative, est discutée lors d'une rencontre du comité correspondant. L'avant-projet, avec la vue du comité ou d'une note explicative attachée, est passée aux autres comités et factions parlementaires. Il est publié par la suite dans les « Rapports parlementaires », une publication spéciale du Parlement.
Avant que le comité décide de soumettre l'avant-projet de la loi à une session plénière, il arrange une lecture de comité. La lecture est conduite en public. Les informations sur la lecture du comité sont diffusées via les médias à l'aide du Centre de presse parlementaire, au moins 7 jours à l'avance. Si le comité décide que l'avant-projet est prêt pour être discuté à une rencontre plénière, il est passé au personnel du Parlement. Ce dernier fait en sorte que l'avant-projet soit mis sur l'agenda du Bureau. Lorsque l'avant-projet est initié par le Président de Géorgie, les corps représentatifs d'Abkhazie et d'Adjarie ou une circonscription électorale, le Bureau parlementaire renvoie l'avant-projet au comité correspondant.
Le Parlement considère l'avant-projet de loi en trois lectures :
- première lecture : les principes généraux et les propositions premières de l'avant-projet sont discutées (si l'avant-projet passe la première lecture, il est envoyé au(x) comité(s) correspondant(s) avec toutes les remarques faites à être prise en considération) ;
- seconde lecture : l'avant-projet (révisé et discuté en prenant compte des remarques faites par le Parlement) est soumis à une session parlementaire pour une seconde lecture, durant laquelle l'avant-projet est discuté par sections, chapitres, articles ou paragraphes, chacun étant soumis à un vote ;
- troisième lecture : pour la troisième lecture, les membres du Parlement reçoivent des versions de l'avant-projet ; ils peuvent introduire seulement des remarques additionnelles après quoi l'avant-projet de loi, passé par le Parlement, est soumis au Président de la République, qui le signe en tant que loi avant d'être publié ; la loi est publié dans un organe officiel, entrant en force le 15e jour après sa publication, à part si une autre date est indiquée dans la loi.

### Périodes de session
Le Parlement se rencontre deux fois par an : pour les sessions de printemps et d'automne. La session de printemps débute le premier mardi du mois de février et s'achève le dernier vendredi de juin. La session d'automne débute le premier mardi de septembre et se termine le troisième vendredi de décembre.
La session parlementaire est planifiée pour un cycle de rencontres qui ont lieu toutes les deux semaines, composé de séances plénières ou de comités. La première semaine est réservée aux sessions plénières, tandis que la seconde est consacrée aux travaux des comités et aux rencontres avec les circonscriptions.